# Pixeldichtheid
Pixeldichtheid of pixels per inch (PPI of ppi) is een waarde die de resolutie weergeeft van verschillende apparaten, waaronder computerbeeldschermen, scanners en beeldsensoren van digitale camera's. 
De PPI meet het aantal pixels per inch van een beeldscherm of ander apparaat. Soms wordt pixels per centimeter gebruikt in plaats van pixels per inch. PPI wordt vaak verward met dots per inch (DPI), dat gebruikt wordt om de resolutie van een printer aan te duiden.

## Computerbeeldscherm
De PPI van een computerbeeldscherm is afhankelijk van het formaat (in inches) en het totale aantal pixels in de horizontale en verticale richting.

### Berekening
De PPI van een beeldscherm kan afgeleid worden uit het diagonale formaat van een scherm in inches en de resolutie (horizontaal en verticaal) in pixels. De berekening gebeurt in twee stappen.
1. Bereken de diagonale resolutie in pixels, steunend op de Stelling van Pythagoras:

{\displaystyle d_{p}={\sqrt {b_{p}^{2}+h_{p}^{2}}}}
2. Berekenen van de PPI:

{\displaystyle PPI={\frac {d_{p}}{d_{i}}}}

waar:
- {\displaystyle d_{p}}: diagonale resolutie in pixels,
- {\displaystyle b_{p}}: breedte resolutie in pixels,
- {\displaystyle h_{p}}: hoogte resolutie in pixels,
- {\displaystyle d_{i}}: diagonaal formaat in inches

### Voorbeelden
Een 21,5 inch (54,61 cm) beeldscherm met een resolutie van 1920x1080 pixels (dus {\displaystyle b_{p}} = 1920, {\displaystyle h_{p}} = 1080 en {\displaystyle d_{i}} = 21.5), heeft bijgevolg een PPI van 102,5.
Een smartphone met een 4 inch-scherm dat een resolutie heeft van 1136×640 pixels (dus {\displaystyle b_{p}} = 1136, {\displaystyle h_{p}} = 640 en {\displaystyle d_{i}} = 4), de PPI bedraagt dan 326.